# تيموثي لو بوشيه
تيموثي لو بوشيه (بالفرنسية: Timothé Le Boucher)، ولد يوم 25 اكتوبر 1988 هو مؤلف قصص و مصورة فرنسي.